# 長田真作
長田 真作（ながた しんさく、1989年12月11日 - ）は日本の絵本作家、アーティスト。

## 人物・来歴
広島県呉市生まれ。2016年に絵本作家としてデビューする。著書は既に30冊を超える（2020年1月現在）。１児の父。

## 主な作品

### 絵本
- 『あおいカエル』 え・長田真作 ぶん・石井裕也（2016年 リトルモア ISBN 978-4-89815-433-5）
- 『かみをきってよ』（2016年 岩崎書店 ISBN 9784265081455)
- 『おいらとぼく』（2020年 文化出版局 ISBN 978-4579404766）

など作品多数。